# Neelogy
Neelogy est une entreprise française qui développe et commercialise des capteurs pour la mesure de courants électriques alternatifs et continus. Ce type de capteur, appelé capteur de courant à effet Néel, exploite les propriétés superparamagnétiques d’un matériau composite nanostructuré et découle des découvertes de physique fondamentale réalisées en 1949 par Louis Néel,, prix Nobel de physique français en 1970.

## Histoire
La société est fondée en 2006. Un premier brevet, est déposé ensuite pour exploiter l'invention basée sur les effets du superparamagnétisme, appliqués aux capteurs de courant.
La SNCF s’intéresse à la technologie à effet Néel pour une application de comptage d’énergie ferroviaire embarqué. Neelogy adapte cette technologie pour répondre à un appel d’offres SNCF et des capteurs sont installés sur des trains en décembre 2009.
Les applications vont du secteur de l’aéronautique et du ferroviaire, à celui de l’automobile (véhicule électrique) et de l’énergie (smart grid),
Le cofondateur de la société, Lionel Cima, a été finaliste du 11e prix Chéreau-Lavet de l'ingénieur inventeur (2011).
La société est rachetée par Safran Electrical & Power durant l'été 2019.

## Actionnaires
Grâce à l’entrée dans son capital de Truffle Capital et de CapDecisif Management, Neelogy poursuit la diffusion de sa technologie, l’effet Néel, dans des secteurs industriels prometteurs.

## Dirigeants
- Lionel Cima : PDG et cofondateur
- Luc Lenglet : VP Matériau magnétique et cofondateur